# Bobaje
Bobaje (nepalsko बोबये चुली) je 6808 metrov visoka gora v pogorju Bjas Riši Himala v provinci Sudurpaščim v Nepalu.
Vrh je prvič osvojil slovenski alpinist Tomaž Humar 2. novembra 1996.